# Stoliczku, nakryj się

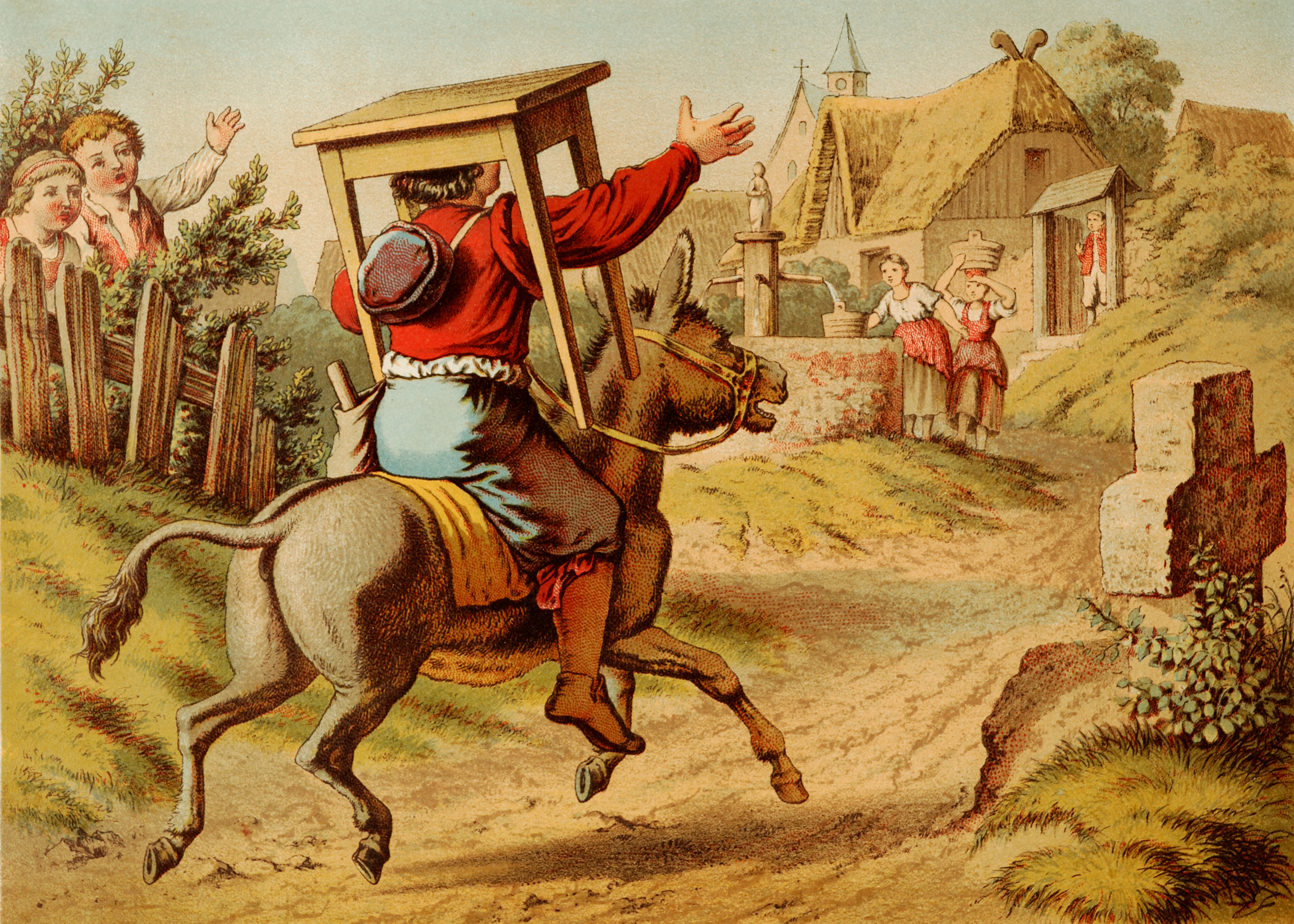
Ilustracja Heinricha Leutemanna i Carla Offterdingera

Stoliczku, nakryj się (niem. Tischchen deck dich, Goldesel und Knüppel aus dem Sack) – baśń braci Grimm, opublikowana po raz pierwszy w 1812 roku w ich zbiorze Baśni (tom 1, nr 36).

## Treść
Baśń opowiada o krawcu, który miał trzech synów oraz mówiącą kozę, która codziennie musiała dawać tyle mleka, by wyżywić całą czwórkę. Krawiec dbał więc, by była dobrze karmiona. Pewnego dnia wysłał najstarszego syna, by ją nakarmił. Syn pasł ją cały dzień, a wieczorem, kiedy zwierzę się najadło, przyprowadził ją do domu. Ojciec zapytał wówczas kozę, czy jest syta. Koza oświadczyła, że nic nie jadła, bo tam gdzie syn krawca ją zaprowadził, nie było nawet listka trawy. Oburzony krawiec udał się do syna, zbił go i zwymyślał, a następnie wygnał z domu. 
Następnego dnia wysłał drugiego syna i cała historia się powtórzyła. Koza znów zaczęła kłamać, że nic nie jadła i krawiec wygnał kolejnego syna. Ta sama sytuacja powtórzyła się, kiedy kozę pasł trzeci, najmłodszy syn. On także został wygnany przez wściekłego ojca.
W kolejny dzień krawiec sam poszedł paść kozę. Wieczorem upewnił się, że jest syta i zaprowadził do domu. Zdumiał się, kiedy w domu koza na jego pytanie znów oświadczyła, że cały dzień nic nie jadła. Wówczas krawiec pojął, że wygnał synów bez powodu. Obił wówczas kozę i wypędził. Było mu bardzo smutno, że tak niesprawiedliwie postąpił z synami. 
Tymczasem najstarszy syn został uczniem stolarza, który zatrudnił go u siebie i wyuczył zawodu. Gdy nadszedł czas, by opuścić warsztat, stolarz podarował mu magiczny stolik, który po wymówieniu zaklęcia "stoliczku, nakryj się!" sam zapełniał się potrawami. Syn krawca podziękował i wyruszył do domu. Po drodze zatrzymał się na nocleg w karczmie. Karczmarz, któremu wcześniej pochwalił się, przedmiotem, który posiadał, okradł go w nocy, podmieniając stół magiczny na inny łudząco podobny. Syn zorientował się, że został okradziony dopiero po powrocie do domu, kiedy chciał zrobić ucztę dla ojca i przyjaciół.
Średni syn tymczasem rozpoczął pracę u młynarza, który wyuczył go zawodu. Kiedy syn postanowił powrócić do domu, młynarz podarował mu magicznego osła, który — kiedy wymówiło się zaklęcie "osiołku, połóż się!" — wydalał złote monety. Niestety, średni syn krawca także trafił do tej samej karczmy, co jego brat. Karczmarz zorientowawszy się we właściwościach osła podmienił go, jak poprzednio stół. Kiedy średni syn krawca powrócił do domu, spostrzegł, że został okradziony.
Najmłodszy syn krawca uczył się zawodu tokarza. Kiedy wyuczył się fachu, tokarz podarował mu magiczną rózgę, która — gdy wymówiło się zaklęcie "bij, kiju samobiju!" — wyskakiwała z worka i biła złych ludzi. Ponieważ najmłodszy syn krawca otrzymywał listy od braci, w których informowali go, jak zostali oszukani przez karczmarza, postanowił udać się do tej samej karczmy. Na miejscu poinformował karczmarza, że ma w worku bardzo cenną rzecz. Karczmarz postanowił nocą podmienić kij, tak jak wcześniej magiczne rzeczy braci. Kiedy karczmarz nocą, sądząc, że chłopak śpi, zaczął realizować swój plan, syn krawca krzyknął: "bij, kiju samobiju!'. Karczmarz, przyłapany na kradzieży i porządnie obity, zgodził się zwrócić skradzione rzeczy braci.
Najmłodszy syn krawca powrócił do domu z magicznym stołem, osłem i rózgą, i od tej chwili w rodzinie krawca panował dostatek i radość. 
Tymczasem wygnana koza schroniła się w lisiej jamie. Lis, przerażony wtargnięciem intruza, poprosił niedźwiedzia o pomoc w przepędzeniu jej. Ale niedźwiedź, ujrzawszy w jamie dwoje groźnych oczu, przestraszył się i uciekł, sądząc, że w jamie jest potwór. Dopiero mała pszczółka nie bała się wejść do środka i użądliła kozę, która w panice uciekła przed siebie i odtąd słuch po niej zaginął.

## Ekranizacje
- Baśnie Braci Grimm: Simsala Grimm (Stoliczku, nakryj się – odcinek 16, seria 2) – niemiecki serial animowany z 1999 roku
- Stoliczku, nakryj się – niemiecki film z 2008 roku